# Kroksjöarna, Småland
Kroksjöarna är en sjö i Västerviks kommun i Småland och ingår i Storån-Botorpsströmmens kustområde.